# 福島藩
福島藩（日语：／ Fukushima han */?）是位於日本岩代国信夫郡（今福島縣福島市）的一個藩。藩廳是福島城。藩主是本多氏、堀田氏、板倉氏。

## 領地
知行：15萬石（本多氏）→10萬石（堀田氏）→3萬石（板倉氏）。
封地（板倉氏時代）：陸奥國（以後的岩代國）信夫郡（福島縣福島市），伊達郡，上總山邊郡（千葉縣東金市）,三河國幡豆郡。

## 歷代藩主

### 本多氏
1. 本多忠國（1679年-1682年）

### 堀田氏
1. 堀田正俊（1686年-1694年）
2. 堀田正虎（1694年-1700年）

### 板倉氏
1. 板倉重寛（1702年-1717年）
2. 板倉重泰（1717年-1718年）
3. 板倉勝里（1718年-1743年）
4. 板倉勝承（1743年-1765年）
5. 板倉勝任（1765年-1766年）
6. 板倉勝行（1766年-1773年）
7. 板倉勝矩（1773年-1775年）
8. 板倉勝長（1776年-1815年）
9. 板倉勝俊（1815年-1834年）
10. 板倉勝顯（1834年-1866年）
11. 板倉勝己（1866年-1868年）
12. 板倉勝達（1868年-）